# Geibikei

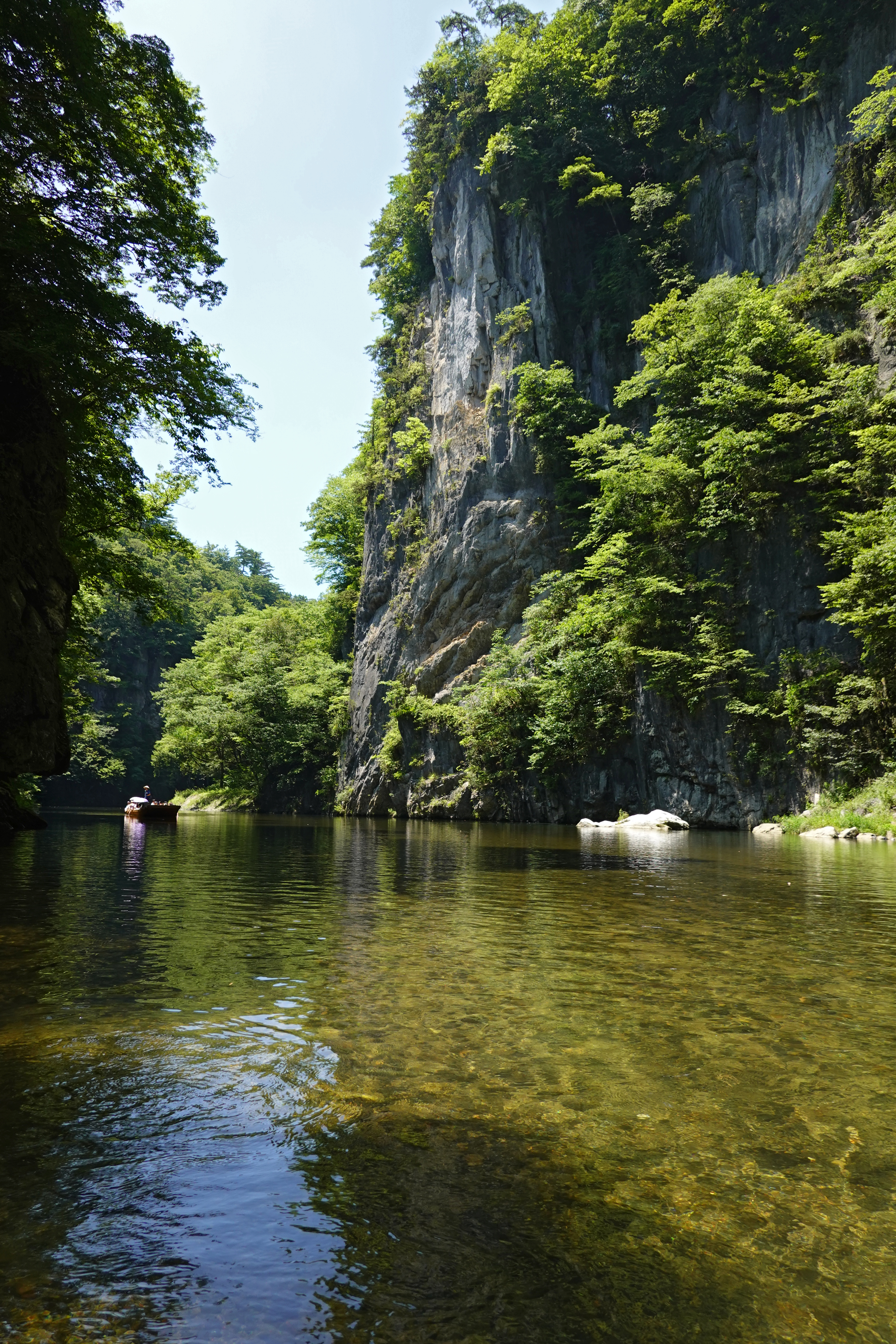
Geibikei

Geibikei (猊鼻渓) is een kloof in de prefectuur Iwate in Japan. De kloof, in een gebied rijk aan kalksteen, is uitgesleten door de rivier Satetsu. In 1925 werd het gebied aangewezen als monument.